# Villa Comaltitlán
La città di Villa Comaltitlán è un comune nello stato del Chiapas, Messico. Conta 7.972 abitanti secondo le stime del censimento del 2005 e le sue coordinate sono 15°12'N 92°34'W.
Dal 1983, in seguito alla divisione del Sistema de Planeación, è ubicata nella regione economica VIII: SOCONUSCO.